# Antroposthia unipora
Antroposthia unipora är en plattmaskart som beskrevs av Faubel 1974. Antroposthia unipora ingår i släktet Antroposthia och familjen Antroposthiidae. Inga underarter finns listade i Catalogue of Life.